# Blabomma flavipes
Blabomma flavipes är en spindelart som beskrevs av Chamberlin och Ivie 1937. Blabomma flavipes ingår i släktet Blabomma och familjen kardarspindlar. Inga underarter finns listade.